# Гигантские и карминоносные червецы
Гигантские и карминоносные червецы, или маргародиды (лат. Margarodidae), — семейство полужесткокрылых из надсемейства червецов. Известно около 450 видов.

## Распространение
В тропической зоне богатое разнообразие видов. Древнейшая ископаемая находка семейства происходит из индийского янтаря (ранний эоцен).

## Описание
Червецы средних и сравнительно крупных размеров. Анальное кольцо, если имеется, без щетинок. Самка покрыта порошковидным воском, в период яйцекладки обычно заключена в ватообразный яйцевой мешок. Все личиночные стадии похожи на взрослых самок.
Среднего и мелкого размера насекомые (в странах умеренного климата длина тела от 3 до 35 мм).

## Систематика
В составе семейства (роды Callipappus и Platycoelostoma в последнее время выделяются в отдельное семейство Callipappidae, Coelostomidia и Cryptokermes — в Coelostomidiidae, а род Kuwania — в Kuwaniidae):
- Afrodrosicha
- Araucaricoccus
- Aspidoproctus
- Auloicerya
- Buchnericoccus
- Callipappus
- Coelostomidia
- Conifericoccus
- Crypticerya
- Cryptokermes
- Desmococcus
- Dimargarodes
- Drosicha
- Drosichoides
- Echinicerya
- Ecuadortonia
- Eomatsucoccus
- Etropera
- Eumargarodes
- Eurhizococcus
- Gigantococcus
- Gueriniella
- Gullania
- Hemaspidoproctus
- Heteromargarodes
- Icerya
- Insulococcus
- Jansenus
- Kuwania
- Labioproctus
- Laurencella
- Lecaniodrosicha
- Llaveia
- Llaveiella
- Marchalina
- Margarodes
- Margarodesia
- Matesovia
- Matsucoccus
- Melaleucococcus
- Mimosicerya
- Misracoccus
- Modicicoccus
- Monophlebidus
- Monophleboides
- Monophlebulus
- Monophlebus
- Nautococcus
- Neocoelostoma
- Neogreenia
- Neohodgsonius
- Neomargarodes
- Neosteingelia
- Nietnera
- Nodulicoccus
- Palaeococcus
- Paracoelostoma
- Peengea
- Perissopneumon
- Pityococcus
- Platycoelostoma
- Porphyrophora
- Protortonia
- Pseudaspidoproctus
- Sishania
- Steatococcus
- Steingelia
- Stigmacoccus
- Stomacoccus
- Termitococcus
- Tessarobelus
- Ultracoelostoma
- Vrydagha
- Walkeriana
- Xylococculus
- Xylococcus